# Javier Vázquez
Javier Vázquez (Valladolid; 1943-4 de julio de 2025) fue un periodista español.

## Biografía
Hermano del también periodista Santiago Vázquez, siendo todavía niño se trasladó con su familia a la ciudad de Segovia. Se casó en la ciudad de Palencia en 1974.
Comenzó a trabajar en Radio Segovia como redactor y locutor, y de ahí pasa directamente a Televisión española, donde ingresa en 1967, incorporándose a los servicios informativos.
Entre 1973 y 1975 presentó el Telediario, así como algunas ediciones del inicial Informe Semanal, cuando se llamaba Semanal Informativo. También en la década de 1970 dirigió y presentó La hora de.
En 1979 se le encarga la presentación, junto a Mari Cruz Soriano del magazine diario Gente hoy, programa en el que permanece hasta 1981. También en TVE inicia su experiencia detrás de las cámaras como Subdirector del programa de debate La Clave (1978-1981), con José Luis Balbín o el programa Tertulia con... (1981), presentado por Fernando Fernán Gómez.
En 1984 TVE asume la dirección y presentación de un programa sobre motor, que se llamó Al mil por mil, y que se mantuvo en pantalla hasta 1986.
Sus últimas experiencias televisivas fueron el magazine diario de 90 minutos de duración, De par en par, también en la cadena pública, que se emitió en la temporada 1991-1992 y posteriormente Club de Mujeres.
En cuanto a su experiencia radiofónica ha trabajado en Radio Peninsular, Radio España, la Cadena COPE y Radio Cadena Española.